# Eugène Flachat
Eugène Flachat (Parigi, 16 aprile 1802 – Arcachon, 16 giugno 1873) è stato un ingegnere francese.

## Biografia
Eugène Flachat e il suo fratellastro Stéphane Mony costruirono la linea ferroviaria da Parigi a Saint-Germain tra il 1833 e il 1835. Costruirono anche la ferrovia Parigi-Versailles. Eugène Flachat costruì la prima stazione ferroviaria a Parigi. Ricordato oggi di aver ridisegnato la stazione ferroviaria Gare Saint-Lazare a Parigi nel 1851 e altri progetti relativi alla ferrovia. Morì ad Arcachon. Una strada a Parigi porta il suo nome. Il suo nome è uno dei 72 nomi iscritti sulla Torre Eiffel.